# Válaskjálf
Nella mitologia norrena, Válaskjálf (“pendio dei caduti”, ove “Vál” indica gli uccisi in battaglia e “Skjálf” è un vocabolo norreno di origine oscura che pare indicare “pendio”, “torretta” o “ripiano”, da cui deriva l’inglese moderno “shelf”) è il palazzo reale dove si trova il trono di Odino (Hliðskjálf). Secondo il mito le sue pareti sono ricoperte di argento puro.